# Corvus Corax (gruppo musicale)
I Corvus Corax sono un gruppo tedesco noto per suonare musica medievale utilizzando strumenti dell'epoca. Prendono il nome dal corvo imperiale. Si formano nel 1989, quando Castus Rabensang e Venustus iniziano a collaborare. Spesso usano le cornamuse come strumento per assoli, e le loro performance live attirano l'attenzione per il look bizzarro dei componenti, ispirato alla mitologia greca antica.
Il gruppo è formato da sette membri permanenti: Victorius de Aquilare, Castus Rabensang, Micha der Frick, Harmann der Drescher, Hatz, Vít e Xandru. Il gruppo lavora con l'etichetta Behzmokum in Europa e Noir Records negli USA. I progetti dei Cantus Buranus finora sono stati pubblicati in Europa tramite la Roadrunner Europe.

## Interpretazione e teoria
Siccome la teoria della musica medievale era dominata dai chierici, è spesso difficile determinare dai manoscritti esistenti come suonasse la musica popolare di quel tempo. I Corvus Corax attinsero da alcune fonti per cercare di rendere la propria musica il più possibile autentica: avevano usato documenti che "condannavano la musica profana" come un indice di come potesse essere quella musica, e presero spunto da trattati accademici per informarsi (sebbene in molti casi questi trattati non sono attendibili, perché danno interpretazioni della musica medievale più che informazioni reali su quali fossero le caratteristiche di quella musica).
Ma una parte di queste informazioni è conosciuta per certo. Ad esempio, la musica profana del tempo era spesso accompagnata da un tono basso ronzante simile a quello generato dall'accompagnamento del bordone con un organo, che è fornito nel caso dei Corvus Corax dalla vibrazione sulle loro cornamuse. Un indizio sulle armonie usate viene trovato in un canto di Walther von der Vogelweide, nel quale dice che deve essere suonata "alla vecchia maniera", cioè con l'armonizzazione con le medianti. Al tempo, la mediante era considerata uno scomodo e poco armonioso intervallo della musica sacra, come il tritono, o diabolus in musica, ma era un intervallo comune nella musica popolare.
Le questioni sono ulteriormente complicate dal fatto che ogni menestrello dovrebbe aggiungere la sua interpretazione a un pezzo, e questa versione scritta può differire a seconda di chi l'ha trascritta e dove. È su questo che si basa l'interpretazione dei Corvus Corax: la musica popolare medievale era suonata più dal cuore che dalla mente, e nonostante si basino su una cultura accademica, i Corvus Corax tentano di mantenere la maniera spiritata e libera nella quale dovevano suonare i menestrelli.

## Progetti
Nel 1996 la banda pubblicò l'album Tanzwut che combinava elementi di musica metal con le loro cornamuse. Il CD fu un esperimento di grande successo commerciale e il gruppo decise di continuare la tradizione di quell'album in un progetto musicale separato chiamato Tanzwut, che includeva Castus Rabensang (dal tedesco Rabensang = canto del corvo), Wim, e Teufel (in tedesco Teufel = Demone) dei Corvus Corax come anche tre nuovi membri.
Nel 2005 Corvus Corax iniziò l'ambizioso progetto Cantus Buranus: un'opera integrale basata sulle parole del manoscritto originale dei Carmina Burana.
La musica per l'opera veniva composta interamente dal gruppo e non aveva nessun legame con il famoso lavoro di Carl Orff. Era realizzato con un'orchestra sinfonica, un coro e un complesso medievale, combinando la sinfonia tradizionale con melodie tipiche dei menestrelli medievali. Il progetto includeva la registrazione di un CD, un DVD e un'esibizione dal vivo. Un CD dal vivo e la registrazione di un DVD del Cantus Buranus venne pubblicato nel marzo del 2006.
L'anno 2005 segnò il concerto di debutto della band negli USA. Il gruppo realizzò quattro set in ognuno dei quattro giorni che trascorsero negli USA nella metà di ottobre, non lontano da Filadelfia alla Fiera del Rinascimento della Pennsylvania. C'era anche uno "spettacolo segreto" tenuto per i collaboratori della Fiera.
Con l'etichetta dell gruppo, Pica Music, esce il primo agosto 2008 il nuovo album dei Corvus Corax Cantus Buranus II, una nuova incisione orchestrale di canzoni dal manoscritto medievale Carmina Burana. 
Il gruppo con base a Berlino creò una composizione per orchestra, coro e complesso medievale e realizzò un CD e un DVD dal vivo alla Museum Island di fronte a circa 5000 persone.

## Testi
I testi delle canzoni dei Corvus Corax sono in latino, lingua d'oc anche in rotwelsch (misto di tedesca, ebraica e rom) e in tedesco medievale.

## Discografia
- 1989 - Ante Casu Peccati
- 1990 - Congregatio
- 1993 - Inter Deum Et Diabolum Semper Musica Est
- 1995 - Tritonus
- 1998 - Viator
- 2000 - Mille Anni Passi Sunt
- 2002 - Seikilos
- 2005 - Cantus Buranus
- 2006 - Venus Vina Musica
- 2007 - Kaltenberg Anno MMVII
- 2008 - Cantus Buranus II
- 2008 - Cantus Buranus - Das Orgelwerk
- 2011 - Sverker
- 2013 - Gimlie
- 2017 - Der Fluch der Drachen
- 2018 - Skál

Compilation
- 1999 - Tempi Antiquii
- 2000 - In Electronica Remixe
- 2005 - Best of Corvus Corax
- 2016 - Ars Mystica - Selectio 1989-2016

EP
- 1996 - Tanzwut
- 2000 - Corvus Corax erzählen Märchen aus alter Zeit
- 2002 - Hymnus Cantica

Live
- 1998 - Live auf dem Wäscherschloß
- 2003 - Gaudia Vite
- 2006 - Cantus Buranus Live in Berlin
- 2009 - Live in Berlin
- 2010 - Cantus Buranus Live In München